# 戦いの鐘は高らかに
『戦いの鐘は高らかに』（Les Aventures de Till l'Espiègle）は、1956年に公開されたフランスと東ドイツの共同制作による映画。シャルル・ド・コステルによる1867年の小説『オイレンシュピーゲルとゴードザクの伝説と冒険』を基に、伝説の奇人ティル・オイレンシュピーゲルを描く。ジェラール・フィリップが監督、主演、脚本を務めた。共同監督はヨリス・イヴェンス。
1998年にNHK衛星第2テレビジョンで放送された際の題は、『ティル・オイレンシュピーゲルの冒険』。

## キャスト
※括弧内は日本語吹替（放送日1967年6月17日 KTV 24:20- 他）
- ティル：ジェラール・フィリップ（山田康雄）
- アルバ公：ジャン・ヴィラール
- クレ：フェルナン・ルドゥー
- ネレ：ニコル・ベルジェ
- ラム：ジャン・カルメ

## スタッフ
- 監督：ヨリス・イヴェンス、ジェラール・フィリップ
- 原作：シャルル・ド・コステル
- 脚本：ルネ・バルジャヴェル、ジェラール・フィリップ
- 撮影：クリスチャン・マトラ
- 音楽：ジョルジュ・オーリック